# Sam Shepard

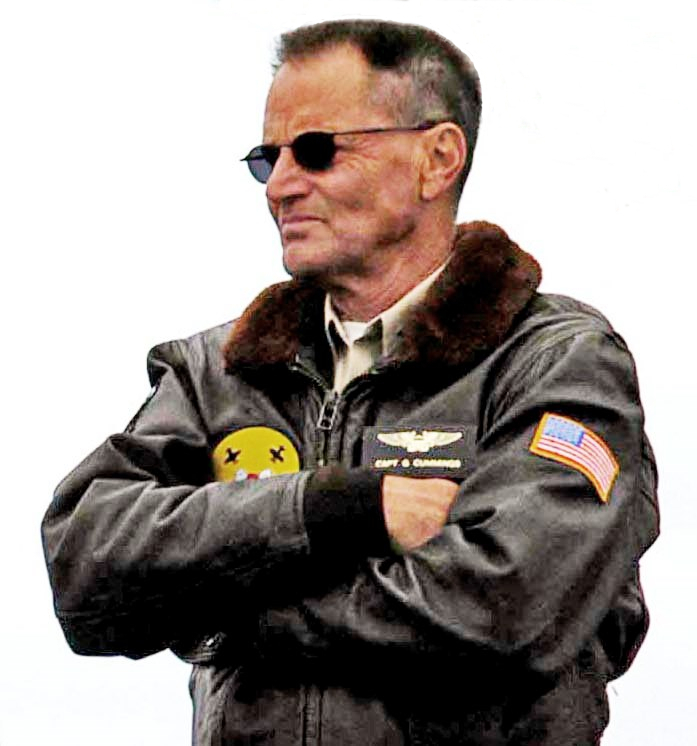
Sam Shepard (2004)

Sam Shepard (* 5. November 1943 in Fort Sheridan, Lake County, Illinois; † 27. Juli 2017 in Midway, Woodford County, Kentucky; gebürtig: Samuel Shepard Rogers III) war ein US-amerikanischer Dramatiker und Schauspieler.

## Leben und Karriere

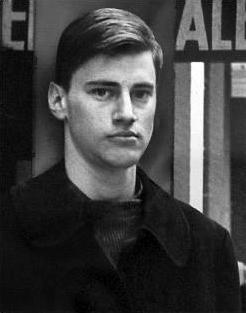
Sam Shepard (1964)

Shepard wuchs auf einer Ranch in Kalifornien auf. Nach einem kurzen Studium der Landwirtschaft ging er Anfang der 1960er Jahre nach New York. Dort kam er in Kontakt mit dem Theater und begann mit dem Schreiben erster Stücke, die zunächst in kleinen Theatern abseits des Broadway von Studententheatergruppen inszeniert wurden.
Ende der 1960er Jahre schrieb er mit Michelangelo Antonioni das Drehbuch für dessen Film Zabriskie Point.
Die Musikszene der 1960er Jahre zog Shepard an. Er spielte Schlagzeug in der Rockband The Holy Modal Rounders und schloss sich der Hippie-Bewegung an. 1969 heiratete er die Schauspielerin O-Lan Jones; 1970 wurde er Vater. Neben seiner Ehe lebte er mit der Rocksängerin Patti Smith zusammen. Seine Ehe wurde 1984 geschieden.
Anfang der 1970er Jahre ging Shepard nach London. Dort schrieb er zahlreiche Stücke, die zu Underground-Erfolgen wurden. Zu seinen Freunden in dieser Zeit zählten die Bandmitglieder von The Who und The Rolling Stones. Bei einem Projekt von Mick Jagger spielte er Schlagzeug.
Mitte der 1970er Jahre, wieder zurück in den USA, arbeitete Shepard mit Bob Dylan zusammen, spielte – dem Film bisher nur als Drehbuchautor zugetan – seine ersten Filmrollen und ging mit Dylan und dessen Rolling Thunder Revue auf Tournee. Ab Ende der 1970er Jahre war er regelmäßig als Filmschauspieler aktiv und war an mehr als 60 Film- und Fernsehproduktionen beteiligt.
Bei den Dreharbeiten zu Frances (über das Leben der Schauspielerin Frances Farmer) lernte er 1982 Jessica Lange kennen; sie waren bis 2010 ein Paar. 1987 hatte Shepard eine der Hauptrollen in Woody Allens September gespielt. Allen war jedoch so unzufrieden mit dem Ergebnis, dass er den Film mit neuer Besetzung wiederholte.
Shepard führte 1994 Regie bei Schweigende Zunge, dem letzten Film mit River Phoenix.
Nachdem er 2009 wegen Trunkenheit am Steuer angeklagt und neben einer Geldstrafe zur Teilnahme an einem Programm gegen Alkoholmissbrauch, sozialer Arbeit und einer zweijährigen Überwachungszeit verurteilt worden war, wurde Shepard am 25. Mai 2015 erneut wegen desselben Delikts verhaftet.
Sam Shepard starb im Juli 2017 im Alter von 73 Jahren; als Todesursache wurden Komplikationen im Zusammenhang mit einer ALS-Erkrankung genannt.

## Filmografie (Auswahl)

### Schauspieler
- 1978: Renaldo and Clara
- 1978: In der Glut des Südens (Days of Heaven)
- 1980: Der starke Wille (Resurrection)
- 1981: Raggedy Man
- 1982: Frances
- 1983: Der Stoff, aus dem die Helden sind (The Right Stuff)
- 1984: Country
- 1985: Fool for Love (Fool for Love)
- 1986: Verbrecherische Herzen (Crimes of the Heart)
- 1987: Baby Boom – Eine schöne Bescherung (Baby Boom)
- 1989: Magnolien aus Stahl (Steel Magnolias)
- 1991: Homo Faber
- 1991: Bright Angel
- 1991: Wehrlos (Defenseless)
- 1992: Halbblut (Thunderheart)
- 1993: Die Akte (The Pelican Brief)
- 1994: Safe Passage
- 1997: Liebe aus zweiter Hand (The Only Thrill)
- 1999: Curtain Call
- 1999: Schnee, der auf Zedern fällt (Snow Falling on Cedars)
- 1999: Showdown auf dem Weg zur Hölle (Purgatory)
- 2000: Hamlet
- 2000: All die schönen Pferde (All the Pretty Horses)
- 2000: Tod eines Offiziers (One Kill)
- 2001: Das Versprechen (The Pledge)
- 2001: Passwort: Swordfish (Password Swordfish)
- 2001: Black Hawk Down
- 2002: Leo
- 2004: Blind Horizon – Der Feind in mir (Blind Horizon)
- 2004: Wie ein einziger Tag (The Notebook)
- 2005: Don’t Come Knocking
- 2005: Stealth – Unter dem Radar (Stealth)
- 2006: Bandidas
- 2006: The Return
- 2007: Die Ermordung des Jesse James durch den Feigling Robert Ford (The Assassination of Jesse James by the Coward Robert Ford)
- 2008: Zufällig verheiratet (The Accidental Husband)
- 2008: Felon
- 2009: Brothers
- 2010: Fair Game – Nichts ist gefährlicher als die Wahrheit (Fair Game)
- 2011: Blackthorn
- 2012: Safe House
- 2012: Killing Them Softly
- 2012: Mud
- 2013: Im August in Osage County (August: Osage County)
- 2013: Auge um Auge (Out of the Furnace)
- 2013: Savannah
- 2014: Cold in July
- 2014: Klondike (Miniserie)
- 2015: Bloodline (Fernsehserie)
- 2016: Midnight Special

### Drehbuchautor
- 1970: Zabriskie Point (zusammen mit Michelangelo Antonioni)
- 1978: Renaldo und Clara – (zusammen mit Bob Dylan)
- 1984: True West
- 1984: Paris, Texas
- 1985: Fool For Love
- 2005: Don’t Come Knocking

### Regisseur
- 1988: Far North
- 1994: Schweigende Zunge (Silent Tongue)

## Werke (Auswahl)

### 1960er Jahre
- Cowboys (1964)
- The Rock Garden (1964)
- La Turista (1967)
- Melodrama Play (1967)
- Dog
- Chicago
- Cowboys #2

### 1970er Jahre
- Icarus’ Mother
- Cowboy Mouth (1971, geschrieben zusammen mit Patti Smith)
- The Tooth of Crime (1972): Zwei Rockstars kämpfen um ihre Vorherrschaft in den Charts, am Ende verliert der alternde Rockstar (Hoss) und der neue (Crow) gewinnt; dabei hilft ihm seine Fähigkeit zur Anpassung an Trends und das Adaptieren von gewünschten Eigenschaften. Der alternde Rockstar verliert vor allem deshalb seinen Rang, da er eine Identität besitzt und nicht bloß das Abbild einer Person ist, die andere in ihm sehen. Außerdem werden viele bekannte Rocktitel eingearbeitet, die zur Charakterisierung der beiden Protagonisten dienen. Shepard hat mit seiner Band selbst Stücke zum Drama beigetragen – das Drama sollte immer mit einer Band auf der Bühne aufgeführt werden, so wie in der Uraufführung 1972 im „Open Space“ in London. 1976 erschien die neue Version The Tooth of Crime 2nd Dance; sie enthält neue Musikkompositionen.
- Geography of a Horse Dreamer (1974)
- Angel City (1976)
- Rolling Thunder Logbook (1977)
- Seduced (1977)
- Curse of Starving Class (1978, dt. Titel: Fluch der verhungernden Klasse)
- Suicide in B flat (1978)
- Buried Child (dt. Titel: Vergrabenes Kind)

### 1980er Jahre
- True West
- Motel Chronicles (deutsch: Motel-Blues)
- Fool for Love (1983)
- Brownsville Girl (1986, geschrieben zusammen mit Bob Dylan (Song auf Knocked Out Loaded))

### 1990er Jahre
- States of Shock
- Simpatico

### 2000er Jahre
- Great Dream of Heaven. Stories. Vintage 2003, ISBN 0-375-70452-3.
  - Der große Himmel. Short Stories, übersetzt von Uda Strätling. Fischer-Taschenbuch-Verlag, Frankfurt am Main 2006, ISBN 978-3-596-15829-4.
- Day out of Days. Stories. Knopf, New York City 2010, ISBN 978-0-307-26540-1.
  - Drehtage. Stories, übersetzt von Uda Strätling. S. Fischer, Frankfurt am Main 2013, ISBN 978-3-10-074439-5.

## Auszeichnungen
- 1979: Pulitzer-Preis für sein Stück Vergrabenes Kind
- 1984: Oscar-Nominierung für die beste Nebenrolle in The Right Stuff
- 1986: Mitglied der American Academy of Arts and Letters[4]
- 1989: Mitglied der American Academy of Arts and Sciences